# Støbefeber
Støbefeber, zinkfeber eller metalrøgfeber er en forgiftning som resultat af indånding af røg fra støbning eller svejsning. Især er røg fra afbrænding af zink virkningsfuld. Efter et par timer opstår let irritation af luftvejene, feber og influenzalignende symptomer. Tilstanden er meget ubehagelig. Sygdommen forsvinder af sig selv igen. Årsagen er ikke afklaret.
| Sygdom | Spire Denne artikel om sygdom er en spire som bør udbygges. Du er velkommen til at hjælpe Wikipedia ved at udvide den. |